# تسجيلات أوايكننغ
أوايكننغ ميوزك (بالإنجليزية: Awakening Music) (سابقًا تسجيلات أوايكننغ) (بالإنجليزية: Awakening Records) هي شركة إنتاج موسيقي مقرها إنجلترا. تأسست عام 2000 على يد أربعة رواد أعمال من إنجلترا والولايات المتحدة. بالأخص صناعة الأغاني والموسيقى، وتابعة لشركة ديفينتي جروب العالمية و شركة بي فور يو بروداكشن التي استحوذت على حصة الأغلبية للشركة عام 2018. وتعني كلمة "Awakening" بالعربية (الصحوة). كما حصلت الشركة على جائزة أفضل شركة إعلامية إسلامية في العالم في قمة الأعمال الدولية التي عُقدت في دبي بالشراكة مع شركة "ديلويت".

## ألبومات أنتجتها
| السنة | الاسم                                             | الفنان                                                       |
| ----- | ------------------------------------------------- | ------------------------------------------------------------ |
| 2003  | المعلم                                            | سامي يوسف                                                    |
| 2004  | صلوات                                             | مسعود كرتس وسامي يوسف                                        |
| 2004  | أمتي                                              | سامي يوسف                                                    |
| 2006  | دنيا                                              | نزيل اعظمي                                                   |
| 2007  | شيء عن الحياة                                     | حمزة روبرتسون                                                |
| 2009  | احلم معايا                                        | حمزة نمرة                                                    |
| 2009  | المحبوب                                           | مسعود كرتس                                                   |
| 2009  | الحمد لله                                         | ماهر زين                                                     |
| 2009  | إذا كنت تعرف فقط                                  | أشار خان                                                     |
| 2011  | إنسان                                             | حمزة نمرة                                                    |
| 2011  | أنا مؤمن                                          | عرفان مكي                                                    |
| 2011  | مالك غير الله                                     | محمد الحداد                                                  |
| 2012  | سامحني                                            | ماهر زين                                                     |
| 2013  | تبسم                                              | مسعود كرتس                                                   |
| 2014  | الطريق                                            | رائف حجاج                                                    |
| 2014  | اسمعني                                            | حمزة نمرة                                                    |
| 2015  | أصير أحسن                                         | حمود الخضر                                                   |
| 2015  | المسحراتي                                         | حمزة نمرة                                                    |
| 2015  | سلام                                              | هاريس جي                                                     |
| 2016  | واحد                                              | ماهر زين                                                     |
| 2016  | ريميكس                                            | حمزة نمرة                                                    |
| 2018  | ماهر زين لايف                                     | ماهر زين                                                     |
| 2019  | رحمة                                              | رائف حجاج                                                    |
| 2020  | بلغ العلا                                         | مسعود كرتس                                                   |
| 2020  | ماذا بعد؟                                         | حمود الخضر                                                   |
| 2021  | عظيم الشان                                        | مسعود كورتيس                                                 |
| 2021  | نور على نور                                       | ماهر زين                                                     |
| 2023  | سلام الله سراج المدينة قرآنٌ قرآن يا حبيبي يا محمد | ماهر زين علي مغربي مسعود كرتس & إبراهيم الدردساوي مسعود كرتس |

ألبومات إضافية (مباشر)
| السنة | الاسم                        | الفنان                                           |
| ----- | ---------------------------- | ------------------------------------------------ |
| 2012  | مباشر على مسرح ويمبلي        | سامي يوسف                                        |
| 2014  | مباشر على مسرح أبولو في لندن | ماهر زين، حمزة نمرة، مسعود كرتس، رائف وعرفان مكي |

## فنانون بارزون

### حاليون
- ماهر زين
- مسعود كرتس
- رائف حجاج
- حمود الخضر
- علي المغربي
- هاريس جي
- عصام بي

### سابقون
- عبد الرحمن محمد
- حمزة نمرة
- سامي يوسف
- عرفان مكي
- حسين زهاوي
- نزيل اعظمي
- حمزة روبرتسون
- تامر حسني
- بن خان

## أنتجت لهم
- القارئ مشاري العفاسي
- سامي يوسف
- هاريس جي
- مسعود كرتس
- حمزة نمرة
- ماهر زين
- عرفان مكي
- بن خان
- أميتاب باتشان
- حمزة روبرتسون
- نزيل أعظمي
- أشار خان
- تامر حسني
- حسين زهاوي
- محمد الحداد
- رائف
- حمود الخضر
- عبد الرحمن محمد

## الأنشطة الخيرية
في عام 2012 شاركت تسجيلات أوايكننغ في حفلات ساوند أوف لايت الخيرية. وفي عامي 2013 و2014 ساعدت شركة التسجيلات في تنظيم حفلات خيرية بالتنسيق مع منظمة الإغاثة الإسلامية ومنظمة هيومان أبيل وغيرها من المنظمات الخيرية حول العالم بمساعدة الفنانين ماهر زين وحمزة نمرة ومسعود كورتيس ورائف وعرفان مكي.

## وصلات خارجية
- الموقع الرسمي